# 新潟県道170号与板関原線
新潟県道170号与板関原線（にいがたけんどう170ごう よいたせきはらせん）は新潟県長岡市内を通る一般県道である。

## 概要

### 路線データ
- 起点：新潟県長岡市与板町槇原字下田1132 番８[1]（新潟県道169号寺泊与板線交点）
- 終点：新潟県長岡市白鳥町字浦之腰（新潟県道467号宮本大島線交点）

## 地理

### 通過する自治体
- 新潟県長岡市

### 接続する道路
- 新潟県道169号寺泊与板線（起点：長岡市与板町槇原字下田）
- 国道352号（三国街道）（長岡市脇野町地内（日の出町交差点 - 脇野町交差点）で重複）
- 新潟県道263号長岡七日市線（長岡市七日市字上前田）
- 新潟県道467号宮本大島線（終点：白鳥町交差点）

### 周辺
- 特定医療法人楽山会 三島病院
- 長岡市役所 三島支所
- 長岡市立三島中学校
- 長岡市立脇野町小学校
- 長岡市立日吉小学校
- 長岡市立関原小学校
- 第四北越銀行 三島支店
- 大光銀行 関原支店
- JA越後さんとう 三島支店
- 脇野町郵便局
- 関原郵便局
- 大津簡易郵便局
- 原信 関原店
- 信濃川

## その他
- 路線名の「与板」・「関原」は、起点・終点付近の旧自治体名（新潟県三島郡与板町、同郡関原町）に由来する。